# Yulia Polyachikhina
Yulia Sergeyevna Polyachikhina (Cheboksary, República de Chuvasia, Rusia 8 de febrero de 2000) (en ruso: Юлия Сергеевна Полячихина) es una modelo rusa y actriz de belleza que se coronó Miss Rusia 2018. Representó a Rusia en Miss Universo 2018, realizado en Bangkok, Tailandia, donde no logró ingresar al top de finalistas.

## Primeros años
Polyachikhina nació en Cheboksary los padres Sergey Polyachikhin y Olga Polyachikhina.. Ella tiene una hermana menor que es once años más joven que ella, Polyachikhina estudia periodismo en la Universidad Estatal de Chuvash. Ella ha trabajado como modelo profesional en París y Osaka.

## Concursos de belleza
Polyachikhina comenzó su brillante carrera después de ser la primera finalista en Miss Chuvashia 2015. Regresó a la competencia el año siguiente y fue coronada Miss Chuvashia 2016. Luego, representó a Rusia en Miss Globe 2016 y se ubicó entre las diez mejores. Polyachikhina luego representó a Chuvashia en la competencia Miss Rusia 2018 en Moscú. Ella pasó a ganar la competencia, sucediendo a Polina Popova de Sverdlovsk Oblast. Su subcampeón fue Violetta Tyurkina de Belgorod y Natalya Stroyeva de Yakutia. Como parte de su premio ganador, Polyachikhina recibió un automóvil nuevo y ₽3 millones. Como Miss Rusia, representará a Rusia en las competiciones Miss Mundo 2018 y Miss Universo 2018.